# Olympische Sommerspiele 1976/Teilnehmer (Neuseeland)
| Gelbes Symbol für Goldmedaillen mit stilisierten Olympischen Ringen | Graues Symbol für Silbermedaillen mit stilisierten Olympischen Ringen | Braundes Symbol für Bronzemedaillen mit stilisierten Olympischen Ringen |
| ------------------------------------------------------------------- | --------------------------------------------------------------------- | ----------------------------------------------------------------------- |
| 2                                                                   | 1                                                                     | 1                                                                       |

Neuseeland nahm an den Olympischen Sommerspielen 1976 im kanadischen Montreal mit 87 Sportlern sowie 29 Offiziellen teil.
Flaggenträger war der Ringer David Aspin.

## Medaillengewinner
Neuseeland erreichte insgesamt den 18. Rang im Medaillenspiegel.

### Gold
- John Walker – Leichtathletik, 1500 Meter
- Paul Ackerley, Jeffrey Archibald, Arthur Borren, Alan Chesney, John Christensen, Gregory Dayman, Tony Ineson, Barry Maister, Selwyn Maister, Trevor Manning, Alan McIntyre, Arthur Parkin, Mohan Patel, Ramesh Patel – Hockey

### Silber
- Dick Quax – Leichtathletik, 5000 Meter

### Bronze
- Trevor Coker, Simon Dickie, Peter Dignan, Athol Earl, Tony Hurt, Alexander McLean, Dave Rodger, Ivan Sutherland, Lindsay Wilson – Rudern, Achter

## Teilnehmer nach Sportarten

### Boxen
- Robert Colley
Halbweltergewicht: 1. Runde

- David Jackson
Weltergewicht: 2. Runde

### Gewichtheben
Männer
- Rory Barrett
Schwergewicht: 15. Platz

- Brian Marsden
Mittelschwergewicht: 11. Platz

- Philip Sue
Leichtgewicht: DNF

### Hockey
- Paul Ackerley, Jeffrey Archibald, Arthur Borren, Alan Chesney, John Christensen, Gregory Dayman, Tony Ineson, Barry Maister, Selwyn Maister, Trevor Manning, Alan McIntyre, Neil McLeod (Reserve), Arthur Parkin, Mohan Patel, Ramesh Patel, Leslie Wilson (Reserve)
 Gold

### Kanu
Männer
- Donald Cooper
Kayak, 500 Meter Einer: Halbfinale

- Ian Ferguson

- 500 Meter Einer: Relegationsrunde

- Rod Gavin & John Leonard
500 Meter Zweier: Halbfinale
1000 Meter Zweier: Relegationsrunde

### Leichtathletik
Männer
- John Walker
800 Meter: Vorläufe
1500 Meter:  Gold

- Jack Foster
Marathon: 17. Platz

- Kevin Ryan
Marathon: DNF

- Murray Cheater
Hammerwurf: 16. Platz in der Qualifikation

- Rod Dixon
5000 Meter: 4. Platz

- Dick Quax
5000 Meter:  Silber
10.000 Meter:Vorläufe

- Euan Robertson
3000 Meter Hindernis: 6. Platz

Frauen
- Anne Garrett
800 Meter: Vorläufe
1500 Meter: Vorläufe

- Susan Jowett
100 Meter: 2. Runde
200 Meter: 2. Runde

- Dianne Zorn
1500 Meter: Vorläufe

### Radsport
Männer
- Garry Bell
Straßenrennen: 15. Platz

- Vern Hanaray
Straßenrennen: 52. Platz

- Jamie Richards
Straßenrennen: DNF

- Mike Richards
4000 Meter Einzelverfolgung: 9. Platz

### Reiten
- Joe Yorke
Springen, Einzel: 30. Platz
- Harvey Wilson (Reserve; nicht angetreten)

### Ringen
Männer
- David Aspin
Mittelgewicht, Freistil: 2. Runde

- Barry Oldridge
Bantamgewicht, Freistil: 2. Runde

### Rudern
Männer
- David Lindstrom, Des Lock, Grant McAuley, Bob Murphy
Vierer ohne Steuermann: 4. Platz

- Viv Haar, Danny Keane, Tim Logan, Ian Boserio, David Simmons
Vierer mit Steuermann: 6. Platz

- Trevor Coker, Simon Dickie, Peter Dignan, Athol Earl, Tony Hurt, Alexander McLean, Dave Rodger, Ivan Sutherland, Lindsay Wilson
Achter:  Bronze

### Schießen
- Ian Ballinger
Kleinkaliber, liegend, 50 Meter: 20. Platz

- Graeme McIntyre
Laufende Scheibe, 50 Meter: 19. Platz

- Grant Taylor
Laufende Scheibe, 50 Meter: 24. Platz

- John Woolley
Skeet: 26. Platz

### Schwimmen
Männer
- John Coutts
100 Meter Freistil: Vorläufe
200 Meter Freistil: Vorläufe

- John McConnochie
200 Meter Freistil: Vorläufe
400 Meter Lagen: Vorläufe

- Brett Naylor
400 Meter Freistil: Vorläufe
1500 Meter Freistil: Vorläufe

- Mark Treffers
1500 Meter Freistil: Vorläufe
400 Meter Lagen: Vorläufe

Frauen
- Allison Calder
400 Meter Freistil: Vorläufe
800 Meter Freistil: Vorläufe

- Lynne Dalzell
100 Meter Schmetterling: Halbfinale
200 Meter Schmetterling: Vorläufe
400 Meter Lagen: Vorläufe

- Susan Hunter
200 Meter Rücken: Vorläufe
400 Meter Lagen: Vorläufe

- Rebecca Perrott
100 Meter Freistil: Halbfinale
200 Meter Freistil: Vorläufe
400 Meter Freistil: 4. Platz

- Monique Rodahl
100 Meter Rücken: Vorläufe
200 Meter Rücken: Vorläufe
400 Meter Lagen: 8. Platz

### Segeln
- Jonty Farmer
Finn-Dinghy: 15. Platz

- Brett Bennett & Mark Paterson
470er: 5. Platz

- Jochum Bilger & Murray Ross
Flying Dutchman: 12. Platz

- Gavin Bornholdt, Hugh Poole & Chris Urry
Soling: 19. Platz

- David Barnes, John Douglas, Bob Eastmond, Murray Jones (Reserve; kein Einsatz)

### Wasserspringen
Frauen
- Rebecca Ewert
Turmspringen: 21. Platz in der Qualifikation